# Islas Salomón en los Juegos Olímpicos de Tokio 2020
Las Islas Salomón estuvieron representadas en los Juegos Olímpicos de Tokio 2020 por tres deportistas, dos mujeres y un hombre, que compitieron en tres deportes.
Los portadores de la bandera en la ceremonia de apertura fueron el nadador Edgar Iro y la atleta Sharon Firisua. El equipo olímpico salomonense no obtuvo ninguna medalla en estos Juegos.